# No Man’s Zone
No Man’s Zone (Untertitel musique pour le film de Toshi Fujiwara) ist ein Soundtrackalbum von Barre Phillips mit Emilie Lesbros. Die 2011 in der Chapelle Sainte Philomène in Puget-Ville entstandenen Aufnahmen erschienen 2017 auf dem Label Nato in der Reihe Cinénato.

## Hintergrund
Der Bassist Barre Phillips schuf 14 kurze Stücke für den Soundtrack eines Films des japanischen Regisseurs Toshi Fujiwara, Mujin chitai (無人地帯, englisch No Man’s Zone) von 2012, in dem ein Mann durch die 20 Kilometer breite Sperrzone rund um die havarierten Atomreaktoren von Fukushima wandert und die Menschen trifft, die beschlossen haben, dort zu bleiben. Das Duo mit der französischen Vokalistin Emilie Lesbros war ein Sonderwunsch des Labels Nato, das „fast nackte“ Musik wollte, um die Berichte von Überlebenden der Katastrophe von Fukushima zu begleiten. Zuvor arbeiteten Phillips und Lesbros bereits im Kollektiv Emir zusammen. Der Film lief im Wettbewerb der Internationalen Filmfestspiele Berlin 2012.

## Titelliste
- Barre Phillips Avec Emilie Lesbros: No Man’s Zone (Cinénato ZOG 5)[3]

1. Untitled	3:12
2. Untitled	4:21
3. Untitled	2:44
4. Untitled	3:18
5. Untitled	3:21
6. Untitled	3:42
7. Untitled	3:20
8. Untitled	2:06
9. Untitled	4:44
10. Untitled	2:16
11. Untitled	3:07
12. Untitled	2:05
13. Untitled	4:13
14. No Man’s Zone (Générique de fin)	3:28

Die Kompositionen stammen von Barre Phillips.

## Rezeption
Begleitet von seinem einzigen Instrument und ergänzt durch die Stimme von Emilie Lesbros, habe Phillips eine asketische Partitur komponiert, deren Würde und Menschlichkeit einen rettenden Kontrapunkt zum visuellen Schmerz bilden, schrieb Nicolas Dourlhès zu No Man’s Zone im Magazin Citizen Jazz. Ohne übertriebene technische Darstellung würde Phillips im Hintergrund spielen und ein geschmeidiges und gedämpftes Pulsieren bevorzugen, eingefangen von einer Aufnahme, die die Feinheiten und die Fülle der Körnung seines Kontrabasses einfange. Unterstützt durch den klaren Gesang von Lesbros, der ihrem Partner „eine Säule aus reiner und fester Luft“ anbiete, arbeite das Duo daran, die Bilder dieses Films mit fünfzehn Klangstücken zu schmücken. So seien die Qual und die Trauer spürbar, würden aber im Pathos mit Würde und Sanftheit behandelt, die eine rettende Distanz ermöglichen und gleichzeitig zu einer Form der Empathie einladen. Ohne jemals in verstörende oder demonstrative Spannungen zu geraten, beschwöre Barre Phillips, wenn er den Bogen ergreift, unweigerlich den Barock der westlichen Welt herauf, eine offensichtliche Ergänzung zur asiatischen Tradition „in dieser Sublimation des inneren Liedes, ein wahres Bollwerk gegen die Wildheit der Welt und den menschlichen Schrecken“.